# 성징
성징(性徵, sexual characteristics)은 성적이형 생명체에서, 그 생명체의 생물학적 성별에 따라 발생하여 성별을 구분할 수 있게 해주는 특징이다. 성기를 1차성징이라 하고, 성기는 아니지만 성별을 구분할 수 있게 하는 특징(예컨대 인간의 경우 수컷의 수염과 암컷의 유방)들을 2차성징이라 한다.

## 같이 보기
- 생식